# Lugius
Lugius (... – 30 luglio 101 a.C.) fu un re della tribù germanica dei Cimbri.
Lugius è stato co-condottiero della tribù dei Cimbri durante le guerre cimbriche, in cui i Cimbri ottennero una vittoria spettacolare contro i Romani alla battaglia di Arausio nel 105 a.C. In seguito fu sconfitto e ucciso insieme a Boiorix nella battaglia di Vercelli del 101 a.C. Gli altri dei Cimbri, Cloadicus e Caesorix vennero catturati.